# Winnipeg Union Station
Winnipeg Union Station – stacja kolejowa w Winnipeg, w prowincji Manitoba, w Kanadzie.